# George Grey (5e comte de Stamford)
Pour les articles homonymes, voir George Grey (homonymie) et Grey.
George Harry Grey, 5e comte de Stamford (1er octobre 1737 – 28 mai 1819), titré Lord Grey de 1739 à 1768, est un noble britannique qui est pair comme comte de Warrington en 1796.

## Biographie

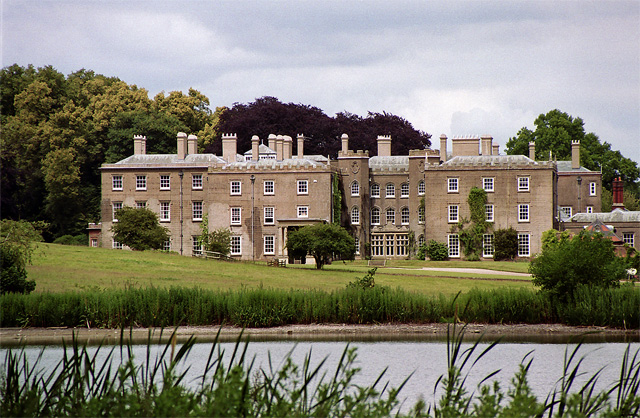
Enville Hall, Staffordshire

Il est le fils aîné et héritier de Harry Grey (4e comte de Stamford) et de son épouse Mary Booth, fille unique et héritière de George Booth (2e comte de Warrington), baptisé le 21 octobre à Newtown Linford (Leicestershire). Il fait ses études à la Leicester School, puis au Queens 'College de Cambridge  où il s'inscrit en 1755 et obtient son diplôme de maîtrise en 1758.
Il est député whig pour le Staffordshire de 1761 à 1768. Le 22 septembre, il est page d'honneur du couronnement de George III. Il est colonel du Royal Chester Regiment of Militia à partir de 1764 et Lord Lieutenant à partir de 1783.
La famille Grey possède de vastes étendues de terres à Enville dans le Staffordshire et à Bradgate Park dans le Leicestershire. Sa mère hérite de Dunham Massey Hall et de terres à Stalybridge. Son père est décédé en 1768 et sa mère en 1772. Il est créé le 22 avril 1796 baron Delamer de Dunham Massey, dans le comté de Chester, et comte de Warrington.

## Famille
Le 28 mai 1763, il épouse Henrietta, deuxième fille de William Bentinck (2e duc de Portland) et de Margaret Cavendish, fille unique et héritière de Robert, deuxième comte d'Oxford et Mortimer à Stamford House, Whitehall. Ils ont dix enfants :
- Henrietta Grey (1764-1826), mariée à John Chetwode
- George Grey (6e comte de Stamford) (1765-1845), son successeur dans les titres de famille
- Marie Booth Grey (1767-1767)
- Maria Grey (1769-1838), mariée à John Cotes[2]
- Louisa Grey (1771-1830)
- William Booth Grey (1773-1852)[3]
- Anchitel Grey, prébendaire (1774-1833)
- Henry Grey, commandant de la marine (1776-1799)
- Sophia Grey (1777-1849), épouse son cousin Booth Grey d'Ashton Hayes
- Amelia Grey (1779-1849), mariée à John Lister Kaye (1er baronnet)

Il succède à son père en 1768. Son beau-frère, William Cavendish-Bentinck (3e duc de Portland), alors Premier ministre, suggère que Stamford devienne également un pair de la Grande-Bretagne en plus d'être un pair anglais. En 1796, il accepte le comté de William Pitt le Jeune, le successeur de Portland, plutôt que la précédente offre d'un titre de marquis. En l'absence d'offre d'un autre duché conforme à la tradition de la famille Grey (Henry Grey (1er duc de Suffolk)), Stamford juge préférable de préserver le souvenir de la famille de sa grand-mère dont il a hérité des domaines. Ainsi, il reçoit les titres supplémentaires de baron Delamer et de comte de Warrington (dans la Pairie de Grande-Bretagne) titres de la famille Booth.
Il modernise le siège de la famille à Staffville dans le comté d'Enville sur le modèle de Thomas Hope. Il a promu le développement de la ville d'Ashton-under-Lyne (où il nomme son cousin, George Booth, recteur) près de Manchester, sur une terre héritée des comtes de Warrington.
À sa mort à Enville Hall le 23 mai 1819, son fils aîné lui succède. Après vérification de son testament, il devient le 6e comte de Stamford et le 2e comte de Warrington.